# Move On (Lil Tjay)
Move On è un singolo del rapper statunitense Lil Tjay, pubblicato il 20 novembre 2020 da Columbia Records. Il singolo è incluso come traccia bonus nel secondo album in studio di Lil Tjay Destined 2 Win.

## Tracce
Testi di Tione Merritt e Avery Cockeril, musiche di Avery on the Beat e Minor2Go.
1. Move On – 2:57

## Classifiche
| Classifica (2021) | Posizione massima |
| ----------------- | ----------------- |
| Canada            | 77                |